# Desmacella infundibuliformis
Desmacella infundibuliformis är en svampdjursart som beskrevs av Vosmaer 1885. Desmacella infundibuliformis ingår i släktet Desmacella och familjen Desmacellidae. Inga underarter finns listade i Catalogue of Life.